# Monte Sião (kommun)
Monte Sião är en kommun i Brasilien.   Den ligger i delstaten Minas Gerais, i den sydöstra delen av landet, 800 km söder om huvudstaden Brasília. Antalet invånare är 21 203.
Följande samhällen finns i Monte Sião:
- Monte Sião

Omgivningarna runt Monte Sião är huvudsakligen savann. Runt Monte Sião är det ganska tätbefolkat, med 116 invånare per kvadratkilometer.